# گراوت (آرکانزاس)
گراوت (آرکانزاس) (به انگلیسی: Gravette, Arkansas) یک شهر در ایالات متحده آمریکا با جمعیت ۲٬۳۲۵ نفر است که در آرکانزاس واقع شده‌است.

## موقعیت جغرافیایی
موقعیت جغرافیایی شهرها و مناطق اطراف به شرح زیر است: